# The Game Awards 2019
The Game Awards 2019 (сокр. TGA 2019) — шестая по счёту ежегодная церемония награждения The Game Awards, отмечающая достижения в индустрии компьютерных игр и киберспорта. Мероприятие было проведено 12 декабря 2019 года канадским журналистом и телеведущим Джеффом Кили в Microsoft Theater в Лос-Анджелесе. В дополнении к наградам, в ходе мероприятия было анонсировано множество новых игровых проектов, наряду с обновлениями для уже анонсированных. Лауреатом премии «Игра года» стала Sekiro: Shadows Die Twice, в то время как игра Disco Elysium получила наибольшее количество победных наград одержав победу в четырёх номинациях. По официальным данным, церемонию награждения The Game Awards 2019 в прямом эфире просмотрело более 45 млн зрителей.

## Шоу

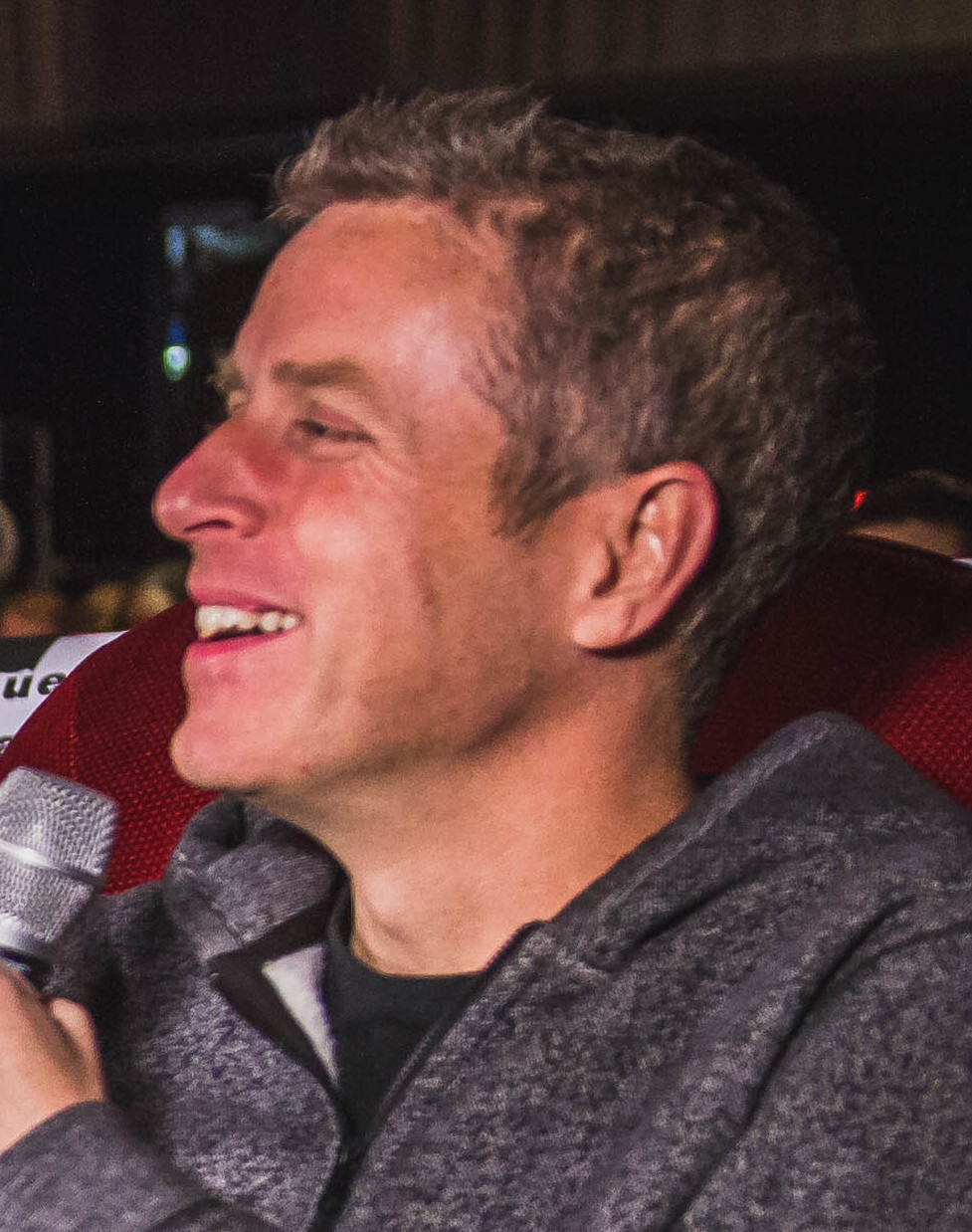
Ведущий шоу Джефф Кили

Церемония награждения The Game Awards 2019 была проведена 12 декабря 2019 года канадским журналистом и телеведущим Джеффом Кили в Microsoft Theater в Лос-Анджелесе. Шоу транслировалось по всему миру на более чем 45 видеостриминговых сервисах, включая YouTube, Twitch и Mixer. The Game Awards впервые транслировалась в Индии, значительно расширив аудиторию шоу. Кроме того, церемония также впервые транслировалась одновременно в кинотеатрах Cinemark по всей территории США в сотрудничестве с Sony Pictures, до официальной премьеры фильма Джуманджи: Новый уровень. Незадолго до The Game Awards, организатор шоу Джефф Кили анонсировал «виртуальное мероприятие» под названием The Game Festival, в рамках которого через сервис цифровой дистрибуции Steam, стали доступны временные демоверсии более чем десятка новых игр, в которые можно было поиграть во время проведения шоу. По словам Кили, The Game Festival является альтернативой специально для тех, кто не может посетить The Game Awards.
Помимо вручения наград, церемония также продолжила традицию исполнения музыки живого оркестра и выступления различных деятелей игровой индустрии. В шоу также приняли участие приглашённые гости в качестве вручителей наград, в том числе бывший президент Nintendo of America Реджи Фис-Эме, разработчица Икуми Накамура, сценарист Джонатан Нолан, актёры Норман Ридус, Вин Дизель и Мишель Родригес, кукольные персонажи «Маппеты» Доктор Бунзен и Бикер, баскетболист Стефен Карри, стример Ninja. В шоу было представлено музыкальное выступление группы Green Day, Chvrches, певицы Grimes, а также оркестра The Game Awards под руководством шотландского композитора Лорна Балфа. По официальным данным, The Game Awards 2019 в прямом эфире просмотрело более 45 млн зрителей, по сравнению с шоу 2018 года, аудитория церемонии награждения увеличилась на 73 %. В онлайн-голосовании приняло участие в общей сложности 15,5 млн пользователей, что на 50 % больше, чем в 2018 году. Пиковое количество зрителей, одновременно наблюдавших за церемонией в прямом эфире на всех доступных стриминговых платформах, составило 7,5 миллиона человек. На видеостриминговых сервисах таких как Twitch и YouTube количество наблюдавших за церемонией было зафиксировано на отметке более 2 миллионов зрителей.

### Анонсы
По сложившейся традиции, в ходе мероприятия было анонсировано множество новых игровых проектов, наряду с обновлениями для уже анонсированных. Среди игровых новинок были анонсированы: Bravely Default II, Convergence: A League of Legends Story, Dungeons & Dragons: Dark Alliance, Fast & Furious: Crossroads, Godfall, Magic: Legends, Naraka: Bladepoint, New World, Nine to Five, Path of the Warrior, Prologue, Ruined King: A League of Legends Story, Senua’s Saga: Hellblade II, Sons of the Forest, Surgeon Simulator 2, Ultimate Rivals: The Rink, Weird West, The Wolf Among Us 2.
Среди ранее анонсированных были представлены различные обновления и новые трейлеры к таким играм как: Apex Legends, Beat Saber, Black Desert Mobile, Control, Cyberpunk 2077, Gears Tactics, Ghost of Tsushima, Humankind, Magic: The Gathering Arena, New World, No More Heroes III, Ori and the Will of the Wisps, Warframe.

## Награды
Список номинантов был объявлен 19 ноября 2019 года. Любая игра выпущенная 15 ноября или ранее, имела право на рассмотрение в качестве номинанта. Номинанты главных наград были составлены международным жюри из более чем 80 авторитетных изданий со всего мира и 17 изданий для категорий киберспорта. Публичное голосование было открыто с 19 ноября и продлилось до 11 декабря 2019 года как на официальном веб-сайте, так и на различных других платформах, таких как поисковик Google, Twitter, Discord и Bilibili. Победители были определены с помощью голосования жюри от различных изданий (90 % оценки) и публичного голосования (10 %) в социальных сетях. Среди изменений, к главным наградам были добавлены новые категории, такие как «Лучший дебют инди-разработчика», «Лучшая поддержка сообщества» и «Голос игроков».

### Игры
| Игра года Победитель: - Sekiro: Shadows Die Twice Номинанты: - Control - Death Stranding - Resident Evil 2 - Super Smash Bros. Ultimate - The Outer Worlds | Лучшая игровая режиссура Победитель: - Death Stranding Номинанты: - Control - Resident Evil 2 - Sekiro: Shadows Die Twice - Outer Wilds |
| Лучшая поддерживаемая игра Победитель: - Fortnite Номинанты: - Apex Legends - Destiny 2 - Final Fantasy XIV - Tom Clancy’s Rainbow Six Siege | Лучшее игровое повествование Победитель: - Disco Elysium Номинанты: - A Plague Tale: Innocence - Control - Death Stranding - The Outer Worlds |
| Лучшее визуальное оформление Победитель: - Control Номинанты: - Death Stranding - Gris - Sayonara Wild Hearts - Sekiro: Shadows Die Twice - The Legend of Zelda: Link’s Awakening                                                                                                   | Лучший саундтрек Победитель: - Death Stranding Номинанты: - Cadence of Hyrule - Devil May Cry 5 - Kingdom Hearts III - Sayonara Wild Hearts |
| Лучшее звуковое оформление Победитель: - Call of Duty: Modern Warfare Номинанты: - Control - Death Stranding - Gears 5 - Resident Evil 2 - Sekiro: Shadows Die Twice | Лучшая актёрская игра Победитель: - Мадс Миккельсен (в роли Клиффа в игре Death Stranding) Номинанты: - Эшли Бёрч в роли Парвати Холкомб — The Outer Worlds - Кортни Хоуп в роли Джесси Фэйден — Control - Лора Бэйли в роли Кейт Диаз — Gears 5 - Мэтью Порретта в роли Доктора Каспера Дарлинга — Control - Норман Ридус в роли Сэма Портера Бриджеса — Death Stranding |
| Наибольшее социальное влияние Победитель: - Gris Номинанты: - Concrete Genie - Kind Words - Life Is Strange 2 - Sea of Solitude | Лучшая независимая игра Победитель: - Disco Elysium Номинанты: - Baba Is You - Katana Zero - Outer Wilds - Untitled Goose Game |
| Лучшая мобильная игра Победитель: - Call of Duty: Mobile Номинанты: - Grindstone - Sayonara Wild Hearts - Sky: Children of Light - What the Golf? | Лучшая VR/AR-игра Победитель: - Beat Saber Номинанты: - Asgard’s Wrath - Blood & Truth - No Man's Sky - Trover Saves the Universe |
| Лучшая экшен-игра Победитель: - Devil May Cry 5 Номинанты: - Apex Legends - Astral Chain - Call of Duty: Modern Warfare - Gears 5 - Metro Exodus | Лучшая приключенческая экшен-игра Победитель: - Sekiro: Shadows Die Twice Номинанты: - Borderlands 3 - Control - Death Stranding - Resident Evil 2 - The Legend of Zelda: Link’s Awakening |
| Лучшая ролевая игра Победитель: - Disco Elysium Номинанты: - Final Fantasy XIV - Kingdom Hearts III - Monster Hunter World: Iceborne - The Outer Worlds | Лучший файтинг Победитель: - Super Smash Bros. Ultimate Номинанты: - Dead or Alive 6 - Jump Force - Mortal Kombat 11 - Samurai Shodown |
| Лучшая семейная игра Победитель: - Luigi’s Mansion 3 Номинанты: - Ring Fit Adventure - Super Mario Maker 2 - Super Smash Bros. Ultimate - Yoshi’s Crafted World | Лучшая стратегия Победитель: - Fire Emblem: Three Houses Номинанты: - Age of Wonders: Planetfall - Anno 1800 - Total War: Three Kingdoms - Tropico 6 - Wargroove |
| Лучшая спортивная/гоночная игра Победитель: - Crash Team Racing Nitro-Fueled Номинанты: - Dirt Rally 2.0 - eFootball Pro Evolution Soccer 2020 - F1 2019 - FIFA 20 | Лучшая многопользовательская игра Победитель: - Apex Legends Номинанты: - Borderlands 3 - Call of Duty: Modern Warfare - Tetris 99 - Tom Clancy’s The Division 2 |
| Лучший дебют инди-разработчика Победитель: - ZA/UM за игру Disco Elysium Номинанты: - Nomada Studio за игру Gris - DeadToast Entertainment за игру My Friend Pedro - Mobius Digital за игру Outer Wilds - MegaCrit за игру Slay the Spire - House House за игру Untitled Goose Game | Лучшая поддержка сообщества Победитель: - Destiny 2 Номинанты: - Apex Legends - Final Fantasy XIV - Fortnite - Tom Clancy’s Rainbow Six Siege |
| Контент-мейкер года Победитель: - Майкл «Shroud» Гжесик Номинанты: - Джек «Courage» Данлоп - Бенджамин «Dr. Lupo» Люпо - Солей «Ewok» Уилер - Давид «Grefg» Мартинес | Голос игроков Победитель: - Fire Emblem: Three Houses Номинанты: - Death Stranding - Star Wars Jedi: Fallen Order - Super Smash Bros. Ultimate |

Источник:

### Киберспорт
| Лучшая киберспортивная дисциплина Победитель: - League of Legends Номинанты: - Counter-Strike: Global Offensive - Dota 2 - Fortnite - Overwatch                                                                                       | Лучший киберспортсмен Победитель: - Кайл «Bugha» Гирсфорф (Fortnite) Номинанты: - Ли «Faker» Сан Хёк (League of Legends) - Лука «Perkz» Перкович (League of Legends) - Александр «s1mple» Костылёв (Counter-Strike: Global Offensive) - Джей «Sinatraa» Вон (Overwatch)                                                                  |
| Лучшая киберспортивная команда Победитель: - G2 Esports (League of Legends) Номинанты: - Astralis (Counter-Strike: Global Offensive) - OG (Dota 2) - San Francisco Shock (Overwatch) - Team Liquid (Counter-Strike: Global Offensive) | Лучший киберспортивный тренер Победитель: - Дэнни «zonic» Соренсен (Counter-Strike: Global Offensive) Номинанты: - Эрик «Adren» Хоаг (Counter-Strike: Global Offensive) - Ну-Ри «Cain» Ян (League of Legends) - Фабиан «Grabbz» Ломанн (League of Legends) - Ким «kkOma» Чжон Гюн (League of Legends) - Титуан «Soskshka» Мерло (Dota 2) |
| Лучшее киберспортивное мероприятие Победитель: - League of Legends World Championship 2019 Номинанты: - Overwatch League Grand Finals 2019 - EVO 2019 - Fortnite World Cup - IEM Katowice 2019 - The International 2019               | Лучший киберспортивный ведущий Победитель: - Эфье «sjokz» Депоортере Номинанты: - Алекс «Goldenboy» Мендес - Алекс «Machine» Ричардсон - Дуань «Candice» Ю Шуан - Пол «Redeye» Шалонер |

Источник:

### Почётные награды
Во время мероприятия, был объявлен победитель почётной премии Global Gaming Citizens — премия присуждается для людей, использующих компьютерные игры как инструмент создания сообщества
| Global Gaming Citizens - Фереште Фороу - Дэймон Паквуд - Люк - Ванесса Джилл - Стивен Мачуга и Мэт Бергендал |

## Игры с наибольшим количеством номинаций и наград
| Номинаций | Игра                                  |
| --------- | ------------------------------------- |
| 10        | Death Stranding                       |
| 8         | Control                               |
| 5         | Sekiro: Shadows Die Twice             |
| 4         | Apex Legends                          |
| 4         | Disco Elysium                         |
| 4         | The Outer Worlds                      |
| 4         | Resident Evil 2                       |
| 4         | Super Smash Bros. Ultimate            |
| 3         | Call of Duty: Modern Warfare          |
| 3         | Final Fantasy XIV                     |
| 3         | Fortnite                              |
| 3         | Gears 5                               |
| 3         | Gris                                  |
| 3         | Outer Wilds                           |
| 3         | Sayonara Wild Hearts                  |
| 2         | Borderlands 3                         |
| 2         | Devil May Cry 5                       |
| 2         | Fire Emblem: Three Houses             |
| 2         | Kingdom Hearts III                    |
| 2         | The Legend of Zelda: Link’s Awakening |
| 2         | Tom Clancy’s Rainbow Six Siege        |
| 2         | Untitled Goose Game                   |

| Наград | Игра                      |
| ------ | ------------------------- |
| 4      | Disco Elysium             |
| 3      | Death Stranding           |
| 2      | Fire Emblem Three Houses  |
| 2      | Sekiro: Shadows Die Twice |

## Критика
После объявления номинантов на главные премии, игра Death Stranding за короткое время после её выхода, получила наибольшее количество номинаций чем любая другая игра в различных категориях, включая номинацию «Игра года», что вызвало в игровом сообществе споры и опасения по поводу тесных связей между Хидео Кодзимой и Джеффом Кили. Обеспокоенность была также вызвана и тем, что в номинациях есть предвзятость и потенциальный «конфликт интересов», так как Хидео Кодзима входит в консультативный совет The Game Awards, а сам Джефф Кили также присутствует в качестве персонажа-камео в игре. Как таковой, Джефф Кили в своём электронном письме с Kotaku опроверг данные обвинения и решил прояснить ситуацию. По словам Кили, он не имеет прямого отношения к процессу голосования или отбора номинантов, стремясь как можно дальше дистанцироваться от фактического процесса выдвижения, при этом подчеркнув, что он уважает, а также ценит вызванное беспокойство. Кили также отметил, что все правила отбора номинантов чётко указаны на официальном сайте The Game Awards.
Вот почему у нас есть часто задаваемые вопросы в верхней части сайта, чтобы прояснить процесс отбора. Вот почему я не голосую за номинантов или победителей. В качестве организатора шоу, я тесно сотрудничаю с издателями и разработчиками игр на нескольких уровнях, поэтому, [я] оставляю оценку на усмотрение представителей средств массовой информации, которые являются частью комитета по наградам, именно они и дают чёткую оценку на профессиональном уровне.Джефф Кили, ведущий и организатор шоу The Game Awards, в электронном письме Kotaku.
Представители Kotaku также решили поинтересоваться относительно консультативной роли Кодзимы на The Game Awards, Кили отметил, что совет, в состав которого входит Кодзима, помогает «направлять и продвигать миссию The Game Awards».
Как правило, комитет не участвует в процессе голосования или выбора жюри и вместо этого, проводит несколько личных встреч каждый год для того, чтобы «получить общие отзывы о направлении шоу». Это достаточно широкие дискуссии.Джефф Кили, ведущий и организатор шоу The Game Awards, в продолжении разговора с Kotaku.

### Комментарии
1. ↑  Победитель присуждаемой награды был определён при помощи 100% мнения игроков по результатам трёхэтапного голосования, которое прошло с 10 по 12 декабря на официальном веб-сайте The Game Awards[43][44][45].